# Bredgränd, Stockholm

Bredgränd är en gränd i Gamla stan i Stockholm. Det är den tredje gränden, räknad från Slottsbacken som börjar vid Skeppsbron och går upp till Österlånggatan. I början av gränden, vid Skeppsbron, ligger Hotel Reisen och Sjöfartshuset.
Bredgränd var en vanligt förekommande benämning för flera olika gränder i Gamla stan, bland annat för Drakens gränd, och Funckens gränd. I början på 1700-talet stabiliserades gatornas namnskick och från 1711 användes nuvarande namn Bredgränd. Innan dess hette gränden även Tunnbindargränden och under slutet av 1500-talet kallades gränden först Lille Olof Larssons gränd och sedan Gamle Olof Larssons gränd.
Det sägs att Hans Vindrank som bodde i Bredgränd år 1536, ska ha kommit hem berusad till gränden och avslöjat planerna till en granne hur hans kompanjoner skulle mörda Gustav Vasa - i vad som idag kallas för Krutkonspirationen.
Hovkocken Cort Tönies, kökschef hos kung Gustav II Adolf, ägde tidigare huset Orpheus 1 som angränsar till Bredbränd, år 1626 sålde han fastigheten för 500 riksdaler till en Anders Nilsson vid Tullkontoret. Samma Anders Nilsson hade år 1628 en tvist med Nils Bielke, (Tänkebok 1628 18/2) ägare av Marsyas 1, gula huset närmaste Österlånggatan, om vem som ägde själva valvet som gränsar till Österlånggatan. Tvisten slutade med att båda fastigheterna delade på valvet, något som gällde fram till år 1866, då valvet helt och hållet tillföll fastigheten Orpheus 1.
Hugo Alfvén växte upp i huset vid Bredgränd 2.

## Bilder

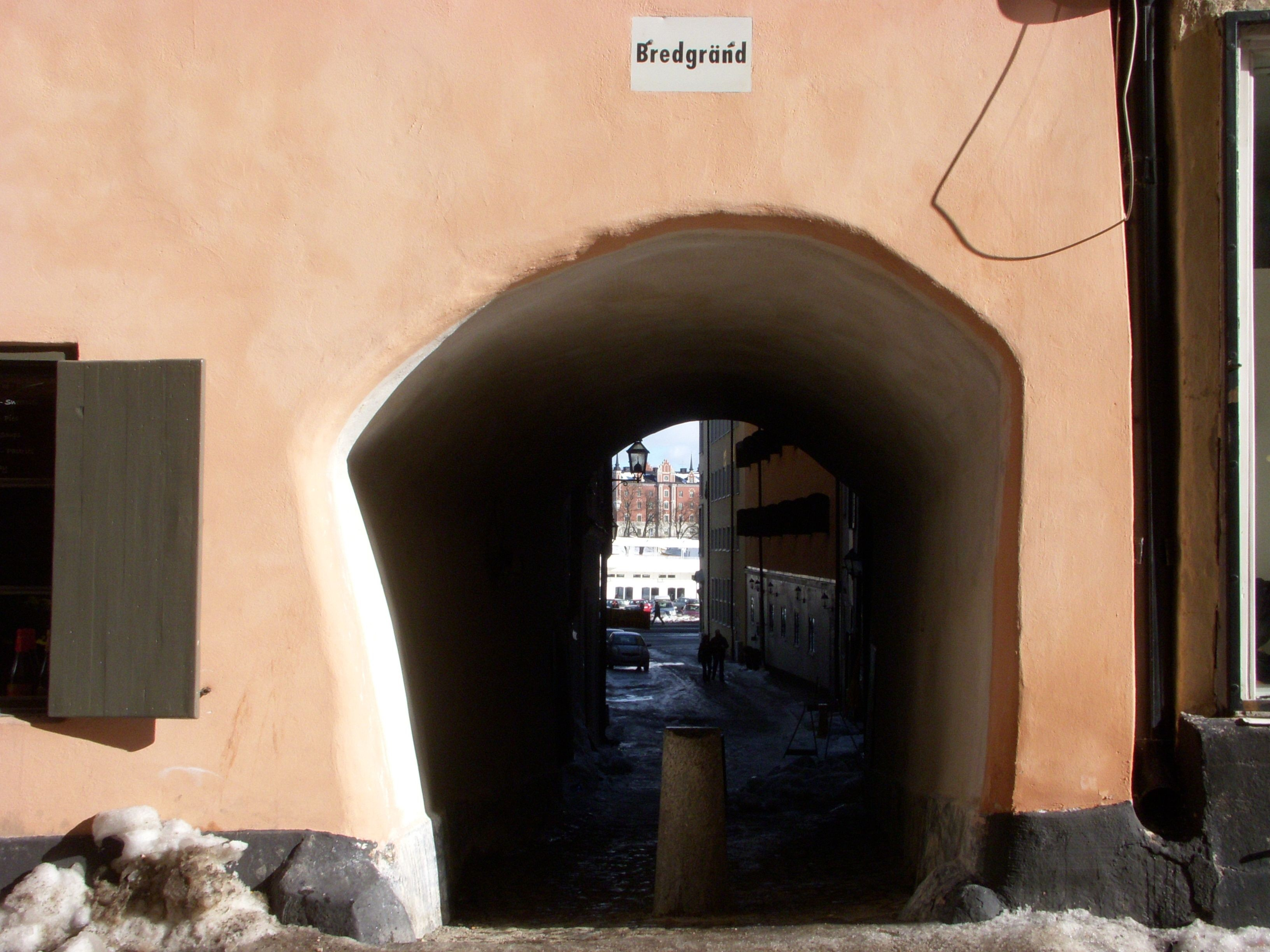
Bredgränds valv från Österlånggatan
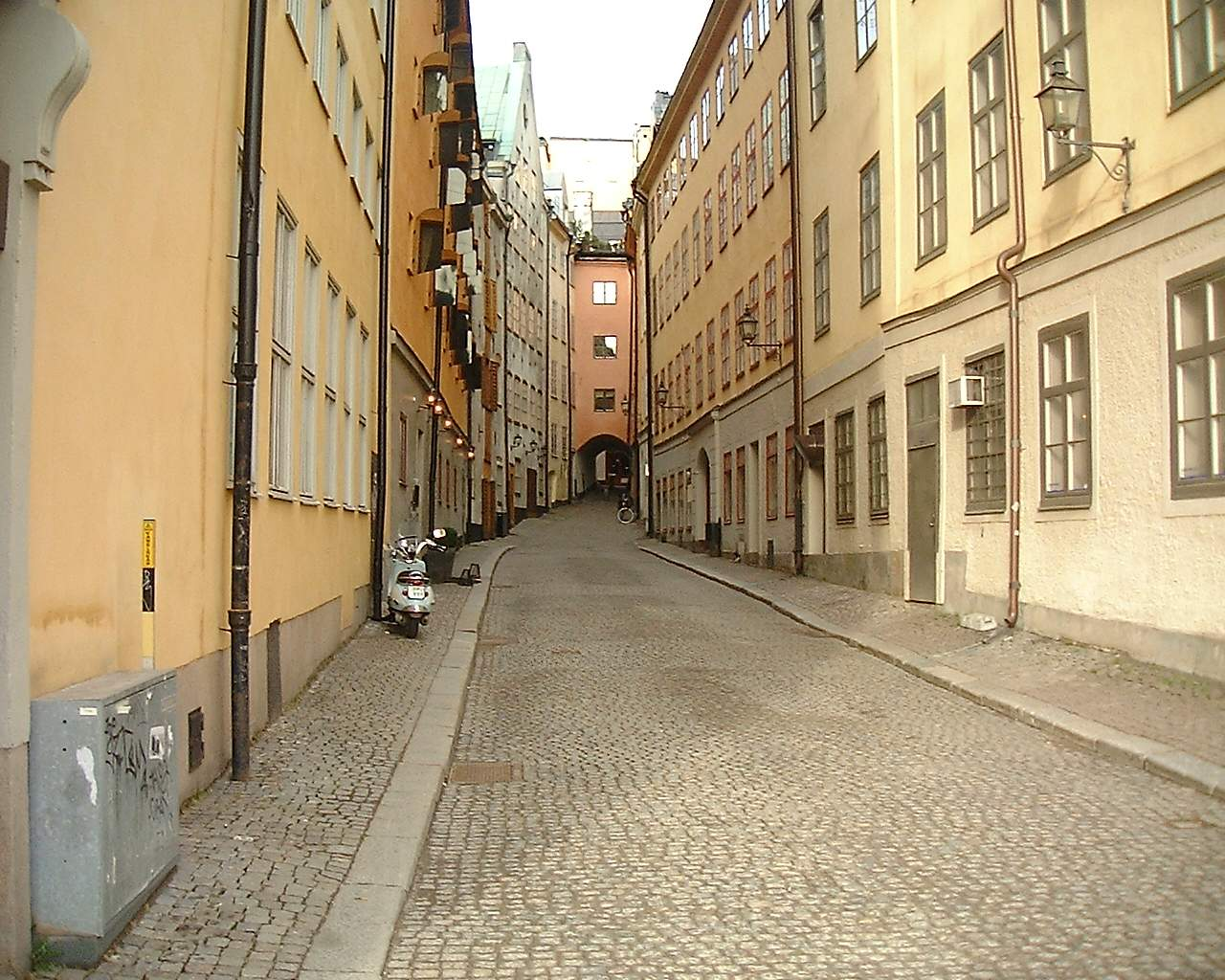
Bredgränd från Skeppsbron
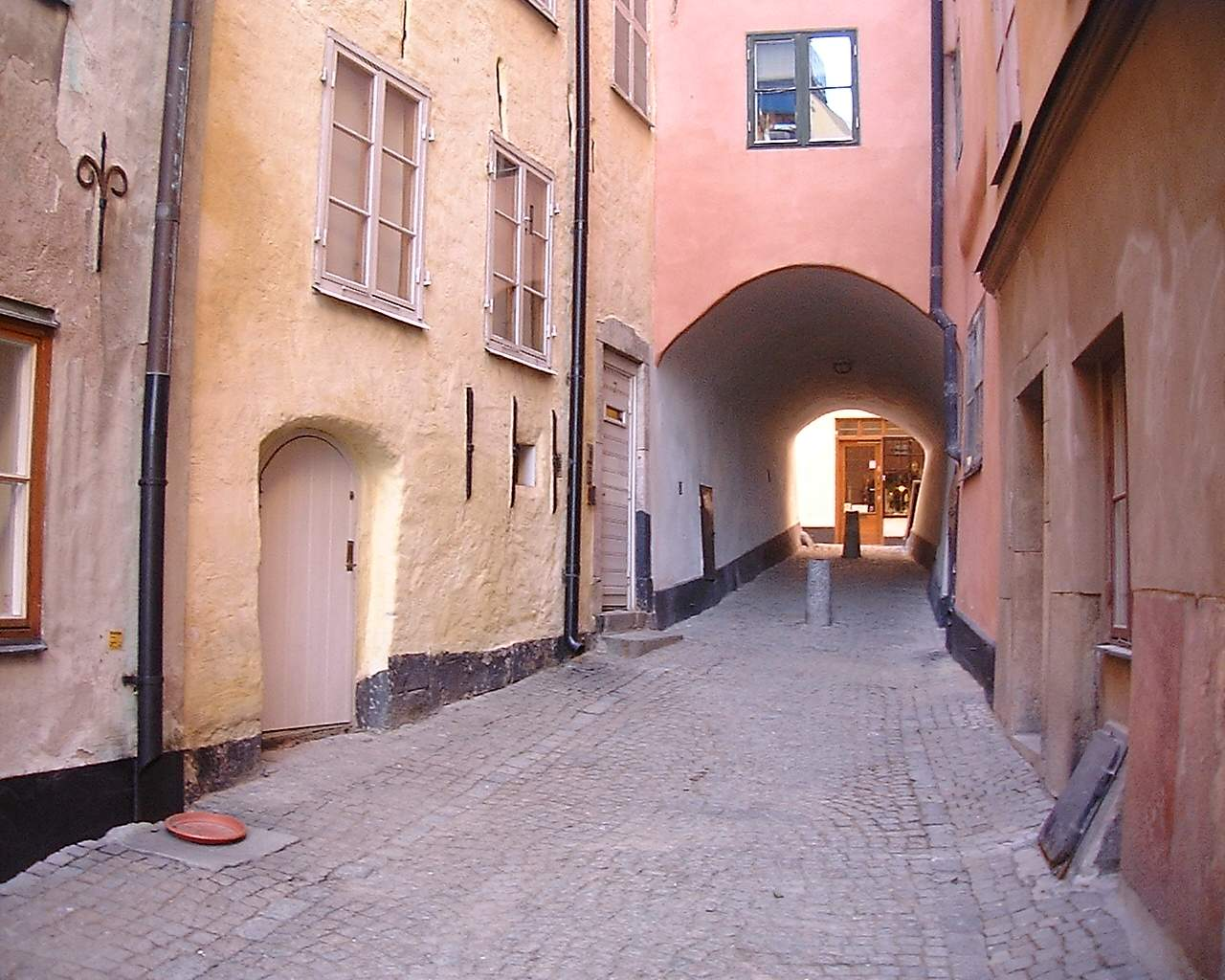
Bredgränds valv från Skeppsbron